# Hildegard Falck
Hildegard Falck-Kimmich, geborene Hildegard Janze (* 8. Juni 1949 in Nettelrede, heute Bad Münder am Deister), ist eine ehemalige deutsche Mittelstreckenläuferin und Olympiasiegerin im 800-Meter-Lauf. Von 1971 bis 1973 war sie auf dieser Strecke Weltrekordinhaberin.

## Karriere

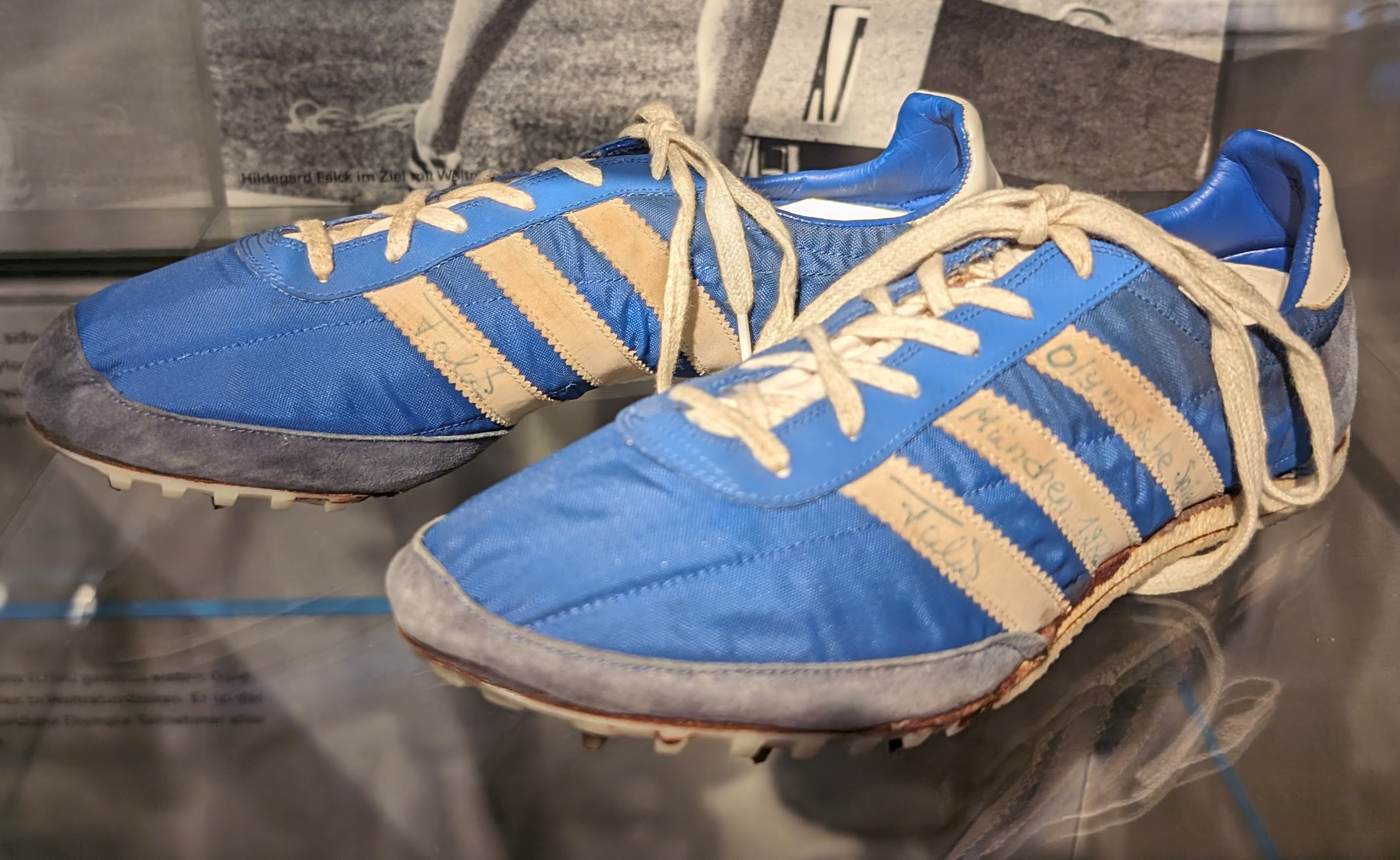
Spikes von Falck, getragen bei den Olympischen Spielen 1972.

Hildegard Falck siegte bei den Halleneuropameisterschaften 1971 in Sofia in 2:06,1 min mit 4 Zehntelsekunden Vorsprung auf die Rumänin Ileana Silai. Im selben Jahr lief sie bei den Deutschen Meisterschaften im Stuttgarter Neckarstadion als erste Frau die 800 Meter unter zwei Minuten. In 1:58,3 min bzw. elektronischen 1:58,45 min verbesserte sie den Weltrekord der Jugoslawin Vera Nikolić um 2,5 Sekunden.
Bei den Freiluft-Europameisterschaften in Helsinki im folgenden Sommer trat sie als Favoritin über 800 Meter an, stürzte aber im Finale. In der 4-mal-400-Meter-Staffel gewann sie mit der bundesdeutschen Mannschaft in der Besetzung Anette Rückes, Christel Frese, Falck und Inge Bödding Silber hinter der Stafette aus der DDR. Am 31. Juli war sie in Lübeck an einem Weltrekord in der 4-mal-800-Meter-Staffel beteiligt (8:16,8 min: Ellen Tittel, Sylvia Schenk, Christa Merten, Falck).
Ihr größter Erfolg war der Olympiasieg bei den Olympischen Spielen 1972 in München im 800-Meter-Lauf, als sie die auf der Zielgeraden stark aufkommende Nijolė Sabaitė in 1:58,6 min um 0,1 Sekunden bezwang. Außerdem errang sie mit der bundesdeutschen Mannschaft Bronze in der 4-mal-400-Meter-Staffel. Für die beiden Medaillen erhielt sie vom Bundespräsidenten das Silberne Lorbeerblatt.
Falck gewann 1970 und 1971 die Deutschen Hallenmeisterschaften; 1970, 1971 und 1973 siegte sie bei den Freiluftmeisterschaften. 1972, im Jahr ihres Olympiasieges, unterlag sie bei den Deutschen Meisterschaften Sylvia Schenk. Im Jahr 1974 beendete Hildegard Falck ihre Karriere als Leistungssportlerin.
Hildegard Falck ist 1,73 m groß und wog in ihrer aktiven Zeit 58 kg. Sie trat zuerst für Hannover 96, später für den VfL Wolfsburg an. Sie ist in zweiter Ehe verheiratet und trägt den Namen Kimmich.
Für ihre Verdienste um den Sport in Niedersachsen wurde sie in die Ehrengalerie des niedersächsischen Sports des Niedersächsischen Instituts für Sportgeschichte aufgenommen.

## Persönliche Bestzeiten
- 400 m: 53,1 s, 21. August 1974, Berlin (handgestoppt)
- 800 m: 1:58,45 min, 11. Juli 1971, Stuttgart (handgestoppt 1:58,3 min)[1]
- 1500 m: 4:14,6 min, 3. September 1971, München